# Elecciones estatales de Baviera de 2018
Las elecciones estatales bávaras de 2018 se celebraron el 14 de octubre de 2018 para elegir a los 180 miembros del 18º Parlamento Regional Bávaro.

## Antecedentes
Desde las elecciones estatales de Baviera de 2013, la Unión Social Cristiana de Baviera (CSU) contaba con la mayoría absoluta de escaños en el Parlamento Regional Bávaro. 
Debido, entre otras cosas, al mal desempeño de la CSU en las elecciones federales de 2017, el entonces Ministro presidente Horst Seehofer de la CSU anunció en diciembre de 2017 su renuncia a ser candidato de su partido en las elecciones estatales bávaras de 2018, y en marzo de ese año dejó su cargo para asumir como Ministro Federal del Interior. El exministro de Finanzas bávaro, Markus Söder, fue elegido como nuevo candidato de la CSU y más tarde también como Ministro presidente de Baviera por el parlamento estatal.

## Campaña
En 2018, el gobierno de la CSU bajo Markus Söder promulgó el Kreuzpflicht, una obligación de mostrar cruces en la entrada de los edificios públicos. Söder declaró que las cruces no debían verse como símbolos cristianos, sino como símbolos de la identidad cultural bávara.
Algunos observadores describieron el Kreuzpflicht como una medida para atraer a los votantes que desertaban de la democristiana CSU para votar al partido de derecha nacionalista Alternativa para Alemania (AfD). También el ministro Federal del Interior Horst Seehofer había tomado una línea más dura sobre inmigración a nivel nacional. Pese a este giro político, las encuestas mostraron que la CSU probablemente perdería su mayoría absoluta, con lo cual se vería obligada a formar un gobierno de coalición para mantenerse al frente de Baviera. A partir de este escenario, el líder de los Freie Wähler Hubert Aiwanger declaró su intención de formar gobierno con la CSU después de los comicios. Por su parte, la CSU descartó formar gobierno con la AfD o Alianza 90/Los Verdes.

## Partidos participantes
En los comicios participaron un total de 18 formaciones políticas:
- Unión Social Cristiana de Baviera (CSU)
- Partido Socialdemócrata de Alemania (SPD)
- Votantes Libres (FREIE WÄHLER)
- Alianza 90/Los Verdes (GRÜNE)
- Partido Democrático Libre (FDP)
- La Izquierda (DIE LINKE)
- Partido de Baviera (BP)
- Partido Ecológico-Democrático (ÖDP)
- Partido Pirata de Alemania (PIRATEN)
- Partei für Franken (sólo en los distritos de Mittelfranken y Unterfranken)
- Alternativa para Alemania (AfD)
- Reformadores Liberal-Conservadores (sólo en los distritos de Oberbayern y Schwaben)
- mut
- Partido de los Humanistas (sólo en el distrito de Oberbayern)
- Die PARTEI (en todos distritos excepto Niederbayern)
- Partei für Gesundheitsforschung (sólo en los distritos de Oberbayern, Oberpfalz, Oberfranken y Mittelfranken)
- Partido Ser Humano, Medio Ambiente y Protección de los Animales (sólo en los distritos de Oberbayern, Niederbayern y Unterfranken)
- V-Partei3 – Partei für Veränderung, Vegetarier und Veganer

## Encuestas

### Partidos políticos
| Encuestador             | Fecha      | CSU    | SPD    | FW    | Grüne  | FDP   | Linke | AfD    | Otros |
| ----------------------- | ---------- | ------ | ------ | ----- | ------ | ----- | ----- | ------ | ----- |
| Forschungsgruppe Wahlen | 11.10.2018 | 34 %   | 12 %   | 10 %  | 19 %   | 5,5 % | 4 %   | 10 %   | 5,5 % |
| Civey (Der Spiegel)     | 11.10.2018 | 32,9 % | 11 %   | 9,8 % | 18,5 % | 5,9 % | 3,9 % | 12,8 % | 5,2 % |
| INSA                    | 09.10.2018 | 33 %   | 10 %   | 11 %  | 18 %   | 5,5 % | 4,5 % | 14 %   | 4 %   |
| Forschungsgruppe Wahlen | 05.10.2018 | 35 %   | 12 %   | 10 %  | 18 %   | 5,5 % | 4,5 % | 10 %   | 5 %   |
| Infratest dimap         | 04.10.2018 | 33 %   | 11 %   | 11 %  | 18 %   | 6 %   | 4,5 % | 10 %   | 6,5 % |
| GMS                     | 27.09.2018 | 35 %   | 13 %   | 10 %  | 16 %   | 5 %   | 4 %   | 12 %   | 5 %   |
| INSA                    | 26.09.2018 | 34 %   | 11 %   | 10 %  | 17 %   | 6 %   | 4 %   | 14 %   | 4 %   |
| Civey/Der Spiegel       | 24.09.2018 | 36,0 % | 12,0 % | 8,6 % | 17,9 % | 5,0 % | 3,3 % | 13,2 % | 4,0 % |
| Forschungsgruppe Wahlen | 21.09.2018 | 35 %   | 13 %   | 11 %  | 18 %   | 5 %   | 4 %   | 10 %   | 4 %   |
| Infratest dimap         | 12.09.2018 | 35 %   | 11 %   | 11 %  | 17 %   | 5 %   | 5 %   | 11 %   | 5 %   |
| GMS                     | 11.09.2018 | 36 %   | 12 %   | 7 %   | 16 %   | 6 %   | 4 %   | 14 %   | 5 %   |
| Civey (AA-Wahltrend)    | 10.09.2018 | 35,8 % | 12,1 % | 8,1 % | 16,5 % | 5,8 % | 2,7 % | 13,7 % | 5,3 % |
| INSA                    | 28.08.2018 | 36 %   | 13 %   | 8 %   | 15 %   | 6 %   | 3 %   | 14 %   | 5 %   |
| Civey (AA-Wahltrend)    | 27.08.2018 | 37,8 % | 11,8 % | 8,1 % | 15,1 % | 6,1 % | 2,5 % | 13,5 % | 5,1 % |
| Forsa                   | 13.08.2018 | 37 %   | 12 %   | 8 %   | 17 %   | 5 %   | 4 %   | 13 %   | 4 %   |
| Civey (AA-Wahltrend)    | 13.08.2018 | 38,1 % | 12,3 % | 7,3 % | 15,0 % | 5,3 % | 2,7 % | 15,2 % | 4,1 % |
| GMS                     | 01.08.2018 | 39 %   | 12 %   | 8 %   | 14 %   | 6 %   | 3 %   | 13 %   | 5 %   |
| Infratest dimap         | 18.07.2018 | 38 %   | 13 %   | 9 %   | 16 %   | 5 %   | 4 %   | 12 %   | 3 %   |
| GMS                     | 12.07.2018 | 39 %   | 12 %   | 7 %   | 14 %   | 6 %   | 3 %   | 14 %   | 5 %   |
| Forsa                   | 09.07.2018 | 38 %   | 12 %   | 8 %   | 15 %   | 6 %   | 3 %   | 14 %   | 4 %   |
| Civey (AA-Wahltrend)    | 06.07.2018 | 42,5 % | 13,7 % | 6 %   | 13,2 % | 5,2 % | 2,8 % | 13,1 % | 3,5 % |
| Elecciones de 2013      | 15.09.2013 | 47,7 % | 20,6 % | 9,0 % | 8,6 %  | 3,3 % | 2,1 % | —      | 8,7 % |

### Preferencia de Ministro-Presidente
| Encuestador             | Fecha      | Markus Söder (CSU) | Natascha Kohnen (SPD) | Ludwig Hartmann (Grüne) | Otro | Ninguno |
| ----------------------- | ---------- | ------------------ | --------------------- | ----------------------- | ---- | ------- |
| Forschungsgruppe Wahlen | 11.10.2018 | 46 %               | 30 %                  | —                       | —    | —       |
| Forschungsgruppe Wahlen | 11.10.2018 | 44 %               | —                     | 23 %                    | —    | —       |
| Forschungsgruppe Wahlen | 05.10.2018 | 54 %               | 24 %                  | —                       | —    | 6 %     |
| Forschungsgruppe Wahlen | 05.10.2018 | 48 %               | —                     | 19 %                    | —    | 3 %     |
| Civey                   | 05.10.2018 | 38 %               | 9 %                   | —                       | 18 % | 35 %    |
| Forschungsgruppe Wahlen | 21.09.2018 | 50 %               | 26 %                  | —                       | —    | 5 %     |
| Forschungsgruppe Wahlen | 21.09.2018 | 42 %               | —                     | 19 %                    | —    | 3 %     |
| Infratest dimap         | 02.05.2018 | 62 %               | 20 %                  | —                       | —    | 8 %     |
| Infratest dimap         | 10.01.2018 | 55 %               | 25 %                  | —                       | —    | 8 %     |

### Preferencia de coalición
| Encuestador | Fecha      | CSU en solitario | CSU Grüne | Grüne SPD FDP FW | CSU AfD | CSU FW |
| ----------- | ---------- | ---------------- | --------- | ---------------- | ------- | ------ |
| Civey       | 18.09.2018 | 19,3 %           | 15,4 %    | 15,3 %           | 13,7 %  | 10,1 % |

## Resultados

Mandatos directos obtenidos por distrito:
CSU
Verdes

| Partido                        | Votos directos | Votos de lista | Votos totales | %       | Diferencia respecto a 2013 | Escaños | Diferencia respecto a 2013 | Mandatos directos | Diferencia respecto a 2013 |
| ------------------------------ | -------------- | -------------- | ------------- | ------- | -------------------------- | ------- | -------------------------- | ----------------- | -------------------------- |
| Votos válidos/Total de escaños | 6.796.249      | 6.768.498      | 13.564.747    | 100,0 % | —                          | 205     | +25                        | 91                | +1                         |
| CSU                            | 2.495.186      | 2.550.895      | 5.046.081     | 37,2 %  | −10,5 %                    | 85      | −16                        | 85                | −4                         |
| GRÜNE                          | 1.196.575      | 1.195.781      | 2.392.356     | 17,6 %  | +9,0 %                     | 38      | +20                        | 6                 | +6                         |
| FREIE WÄHLER                   | 809.666        | 763.126        | 1.572.792     | 11,6 %  | +2,6 %                     | 27      | +8                         | 0                 | 0                          |
| AfD                            | 701.384        | 687.238        | 1.388.622     | 10,2 %  | +10,2 %                    | 22      | +22                        | 0                 | 0                          |
| SPD                            | 680.180        | 628.898        | 1.309.078     | 9,7 %   | −11,0%                     | 22      | −20                        | 0                 | −1                         |
| FDP                            | 353.800        | 336.699        | 690.499       | 5,1 %   | +1,8 %                     | 11      | +11                        | 0                 | 0                          |
| DIE LINKE                      | 220.031        | 217.857        | 437.888       | 3,2 %   | +1,1 %                     |         |                            |                   |                            |
| BP                             | 122.266        | 109.465        | 231.731       | 1,7 %   | −0,4 %                     |         |                            |                   |                            |
| ÖDP                            | 111.212        | 100.739        | 211.951       | 1,6 %   | −0,5 %                     |         |                            |                   |                            |
| PIRATEN                        | 23.900         | 35.245         | 59.145        | 0,4 %   | −1,5 %                     |         |                            |                   |                            |
| Die PARTEI                     | 18.561         | 40.535         | 59.096        | 0,4 %   | +0,4 %                     |         |                            |                   |                            |
| mut                            | 17.992         | 27.498         | 45.490        | 0,3 %   | +0,3 %                     |         |                            |                   |                            |
| Tierschutzpartei               | 11.616         | 29.281         | 40.897        | 0,3 %   | +0,3 %                     |         |                            |                   |                            |
| V-Partei³                      | 15.266         | 19.243         | 34.509        | 0,3 %   | +0,3 %                     |         |                            |                   |                            |
| DIE FRANKEN                    | 17.075         | 14.378         | 31.453        | 0,2 %   | −0,5 %                     |         |                            |                   |                            |
| Gesundheitsforschung           | 1.006          | 6.744          | 7.750         | 0,1 %   | +0,1 %                     |         |                            |                   |                            |
| Die Humanisten                 | 159            | 3.234          | 3.393         | 0,0 %   | +0,0 %                     |         |                            |                   |                            |
| LKR                            | 374            | 1.642          | 2.016         | 0,0 %   | +0,0 %                     |         |                            |                   |                            |

## Post-elección
Los resultados de las elecciones se consideraron un revés para el gobierno federal de la canciller Angela Merkel. La CSU perdió más de un 10% de los votos, así como su mayoría absoluta parlamentaria. No obstante, el ministro-presidente Markus Söder aceptó con "humildad" el resultado y comunicó su deseo de formar un gobierno estatal estable. El SPD, socio de coalición de la CDU/CSU a nivel federal, perdió casi la mitad de sus escaños y su presidenta federal Andrea Nahles habló de "un día muy amargo para el SPD". La debacle electoral de la CSU podría explicarse a partir de su giro a la derecha durante la campaña electoral, lo que pudo haber originado una fuga de votantes moderados.
Los Verdes se consideraron los grandes ganadores de la elección, obteniendo un resultado histórico y pasando a ser la segunda fuerza política. Los FW se mantuvieron como tercera fuerza obteniendo ganancias. La AfD, con poco más del 10% de los votos, ingresó por primera vez en el parlamento bávaro. El FDP alcanzó por estrecho margen el umbral electoral del 5% y por lo tanto recuperó su representación parlamentaria. Tras los resultados de las elecciones, la líder de AfD Alice Weidel pidió la dimisión del gobierno federal. La canciller Merkel, por su parte, llamó a sus socios de coalición a poner fin a los conflictos internos del gobierno para recuperar la confianza de la población. Por otro lado, varias personalidades pidieron la renuncia del Ministro Federal del Interior Horst Seehofer, considerado el responsable de la debacle. Seehofer efectivamente se planteó la posibilidad de dimitir, sin embargo declaró que no se consideraba el único responsable de lo acontecido.
Una coalición entre la CSU y los Freie Wähler, posiblemente aumentada por el FDP, o una alianza con los Verdes se consideraban probables tras las elecciones. La CSU estuvo siempre inclinada a asociarse con los Freie Wähler para formar un nuevo gobierno, dada la similitud ideológica entre ambas partes.
El 2 de noviembre de 2018, la CSU y los FW acordaron formar una coalición. Dos días después, las directivas y grupos parlamentarios de ambos partidos ratificaron acuerdo de coalición. El nuevo Parlamento Regional Bávaro se reunió por primera vez el 5 de noviembre de 2018. Un día después, Markus Söder fue reelegido como ministro-presidente con 110 votos a favor, 89 en contra y tres abstenciones.